# Claudia Fontaine
Claudia Fontaine (28. června 1960 Londýn – 13. března 2018) byla britská zpěvačka. Spolupracovala např. s Pink Floyd (turné v roce 1994) nebo s taneční skupinou Beatmasters. V letech 2001 a 2002 se jako vokalistka zúčastnila několika poloakustických koncertů Davida Gilmoura.
V 80. letech zpívala společně s Caron Wheelerovou jako duo Afrodiziak, které spolupracovalo se skupinami The Specials a Heaven 17, s Elvisem Costellem nebo s Howardem Jonesem.